# Бурдиашвили, Карум Сандроевич
Карум Сандроевич Будриашвили (род. 1925 год, село Чумлаки, Сигнахский уезд, Грузинская ССР — неизвестно, село Чумлаки, Гурджаанский район, Грузинская ССР) — бригадир колхоза имени Калинина Гурджаанского района, Грузинская ССР. Герой Социалистического Труда (1978).

## Биография
Родился в 1925 году в крестьянской семье в селе Чумлаки Сигнахского уезда (сегодня — Гурджаанский муниципалитет). В годы Великой Отечественной войны трудился рядовым колхозником в колхозе имени Калинина Гурджаанского района. В послевоенные годы возглавлял комсомольско-молодёжное звено виноградарей и в последующем — виноградарскую бригаду в этом же колхозе. За выдающиеся трудовые результаты в виноградарстве по итогам Семилетки (1959—1965) был награждён Орденом «Знак Почёта» и по итогам 1971 года — Орденом Ленина.
В 1977 году бригада под его руководством собрала высокий урожай винограда, досрочно выполнив коллективное социалистическое обязательство. Указом Президиума Верховного Совета СССР от 22 февраля 1978 года удостоен звания Героя Социалистического Труда за "выдающиеся успехи, достигнутые во Всесоюзном социалистическом соревновании, проявленную трудовую доблесть в выполнении планов и социалистических обязательств по увеличению производства и продажи государству продуктов земледелия в 1977 году " с вручением ордена Ленина и золотой медали «Серп и Молот» (№ 19010).
После выхода на пенсию проживал в родном селе Чумлаки Гурджаанского района. С 1987 года — персональный пенсионер союзного значения. Дата смерти не установлена.
Награды
- Герой Социалистического Труда
- Орден Ленина — дважды (14.12.1972; 1978)
- Орден «Знак Почёта» (02.04.1966)